# François Nadal
Pour les articles homonymes, voir Nadal.
François Nadal, né le 1er février 1924, et mort le 14 mars 2007, était un dresseur de chevaux et cascadeur français. 

## Biographie
Comme il travaillait dans le milieu du cinéma, il fit un nombre important d'apparition sur les écrans, car où il y avait un cheval, François Nadal était dans l'ombre. Il assista de nombreux comédiens dans leurs prestations cinématographiques (parmi les plus célèbres: Jean Marais, Jean-Paul Belmondo, Louis de Funès, Gérard Philipe, Gérard Barray, Philippe Noiret, Jean Rochefort) et fut demandé dans des productions américaines, anglaises ou italiennes. Il est l'auteur du livre Ces chevaux qui font du cinéma.
Au cours de sa carrière, il travaille fréquemment avec certains acteurs et cascadeurs, parmi lesquels Claude Carliez, Rémy Julienne, Gil Delamare, Gérard Streiff, Bernard Sachsé ou encore Mario Luraschi.

## Contributions cinématographiques
- 1948 : Le Colonel Durand de René Chanas

- 1950 : Manèges d'Yves Allégret

- 1951 : Nez de cuir gentilhomme d'amour d'Yves Allégret
- 1951 : Barbe-Bleue de Christian-Jaque
- 1951 : Jeux interdits de René Clément

- 1952 : Fanfan la Tulipe de Christian-Jaque
- 1952 : Violettes impériales de Richard Pottier
- 1952 : Les Belles de nuit de René Clair
- 1952 : Un caprice de Caroline chérie de Jean Devaivre

- 1953 : Saadia d'Albert Lewin
- 1953 : Les Trois Mousquetaires d'André Hunebelle

- 1954 : Les Révoltés de Lomanach de Richard Pottier
- 1954 : Destinées - film à sketches de divers réalisateurs - de Jean Delannoy, Christian-Jaque et Marcello Pagliero
- 1954 : Fortune carrée de Bernard Borderie
- 1954 : Cadet Rousselle d'André Hunebelle

- 1955 : Nana de Christian-Jaque
- 1955 : Les Carnets du Major Thompson de Preston Sturges
- 1955 : Les Hussards d'Alex Joffé
- 1955 : Les Aristocrates de Denys de La Patellière
- 1955 : Les Aventures de Quentin Durward (Quentin Durward) de Richard Thorpe
- 1955 : Les Grandes Manœuvres de René Clair

- 1956 : Don Juan de John Berry
- 1956 : Diane de Poitiers (Diane) de David Miller
- 1956 : Marie-Antoinette reine de France de Jean Delannoy
- 1956 : Courte Tête de Norbert Carbonnaux
- 1956 : Fernand cow-boy de Guy Lefranc
- 1956 : Michel Strogoff de Carmine Gallone
- 1956 : Elena et les Hommes de Jean Renoir

- 1957 : Les Aventures d'Arsène Lupin de Jacques Becker
- 1957 : La Route joyeuse (The Happy Road) de Gene Kelly

- 1958 : Les Vikings (The Vikings) de Richard Fleischer
- 1958 : Julie la Rousse de Claude Boissol

- 1959 : Le Secret du chevalier d'Éon de Jacqueline Audry
- 1959 : Babette s'en va-t-en guerre de Christian-Jaque
- 1959 : Le Bossu d'André Hunebelle
- 1959 : Ben-Hur de William Wyler

- 1960 : Austerlitz d'Abel Gance
- 1960 : Le Capitan d'André Hunebelle
- 1960 : Le Goût de la violence de Robert Hossein

- 1961 : La Princesse de Clèves de Jean Delannoy
- 1961 : Le Capitaine Fracasse de Pierre Gaspard-Huit
- 1961 : Le Miracle des loups d'André Hunebelle
- 1961 : Napoléon II, l'aiglon de Claude Boissol
- 1961 : Les Trois Mousquetaires de Bernard Borderie
- 1961 : Le Comte de Monte-Cristo de Claude Autant-Lara

- 1962 : Cartouche de Philippe de Broca
- 1962 : Marco Polo / L'échiquier de dieu de Christian-Jaque - Film interrompu pour des raisons financières
- 1962 : Le Chevalier de Pardaillan de Bernard Borderie
- 1962 : Les Mystères de Paris d'André Hunebelle
- 1962 : Le Masque de fer d'Henri Decoin
- 1962 : Le Gentleman d'Epsom de Gilles Grangier

- 1963 : Shéhérazade de Pierre Gaspard-Huit
- 1963 : Cléopâtre (Cleopatra) de Joseph L. Mankiewicz
- 1963 : La tulipe noire de Christian-Jaque

- 1964 : Fifi la plume / L'ange - réalisation collective -
- 1964 : La Cité de l'indicible peur (ou La Grande Frousse) de Jean-Pierre Mocky

- 1965 : Merveilleuse Angélique de Bernard Borderie
- 1965 : Quoi de neuf, Pussycat ? (What's New, Pussycat?) de Clive Donner
- 1965 : Le Chant du monde de Marcel Camus
- 1965 : La Sentinelle endormie de Jean Dréville
- 1965 : Angélique et le Roy de Bernard Borderie
- 1965 : Le Tonnerre de Dieu de Denys de La Patellière
- 1965 : Paris brûle-t-il ? (Is Paris Burning?) de René Clément
- 1965 : La fleur de l'âge de John Guillermin

- 1966 : Paradiso, hôtel du libre-échange (Hotel Paradiso) de Peter Glenville
- 1966 : La Grande Vadrouille de Gérard Oury
- 1966 : Lady L de Peter Ustinov
- 1966 : Tendre Voyou de Jean Becker
- 1966 : Roger la Honte de Riccardo Freda

- 1967 : Lamiel de Jean Aurel
- 1967 : Sept fois femme (Woman Times Seven) de Vittorio De Sica
- 1967 : Les Grandes Vacances de Jean Girault
- 1967 : Fantômas contre Scotland Yard d'André Hunebelle
- 1967 : Le Fou du labo 4 de Jacques Besnard
- 1967 : Indomptable Angélique de Bernard Borderie
- 1967 : Angélique et le Sultan de Bernard Borderie
- 1967 : Le Petit Baigneur de Robert Dhéry

- 1968 : Histoires extraordinaires - Film à sketches de réalisation collective - Roger Vadim, Louis Malle et Federico Fellini
- 1968 : Mayerling de Terence Young
- 1968 : La Puce à l'oreille de Jacques Charon
- 1968 : Un château en enfer (Castle Keep) de Sydney Pollack
- 1968 : Appelez-moi Mathilde de Pierre Mondy

- 1969 : Le Cerveau (The Brain) de Gérard Oury
- 1969 : L'Arbre de Noël (The Christmas Tree) de Terence Young
- 1969 : Le Temps de mourir d'André Farwagi
- 1969 : Mon oncle Benjamin d'Édouard Molinaro
- 1969 : Les Caprices de Marie de Philippe de Broca
- 1969 : Clérambard d'Yves Robert
- 1969 : La Horse de Pierre Granier-Deferre

- 1970 : La Promesse de l'aube de Jules Dassin
- 1970 : Mont-Dragon de Jean Valère
- 1970 : Les Mariés de l'an II de Jean-Paul Rappeneau

- 1971 : Soleil rouge (Red Sun) de Terence Young
- 1971 : La Folie des grandeurs de Gérard Oury

- 1972 : Chacal (The Day of the Jackal) de Fred Zinnemann

- 1973 : Les Amazones (Le guerriere dal seno nudo) de Terence Young
- 1973 : L'Histoire très bonne et très joyeuse de Colinot trousse-chemise de Nina Companeez

- 1974 : Vos gueules, les mouettes ! de Robert Dhéry
- 1974 : Que la fête commence... de Bertrand Tavernier

- 1975 : Black Moon de Louis Malle
- 1975 : Monsieur Klein de Joseph Losey
- 1975 : On a retrouvé la septième compagnie de Robert Lamoureux

- 1976 : Moi, Pierre Rivière, ayant égorgé ma mère, ma sœur et mon frère... de René Allio
- 1976 : Drôles de zèbres de Guy Lux
- 1976 : René la canne de Francis Girod
- 1976 : La Communion solennelle de René Féret

- 1977 : Vous n'aurez pas l'Alsace et la Lorraine de Coluche et Marc Monnet
- 1977 : Les Routes du sud de Joseph Losey

- 1978 : Molière (ou Molière, ou la vie d'un honnête homme) d'Ariane Mnouchkine
- 1978 : Perceval le Gallois d'Éric Rohmer

- 1979 : Tess de Roman Polanski
- 1979 : Le Guignolo de Georges Lautner

- 1980 : Malevil de Christian de Chalonge
- 1980 : Chanel solitaire (Coco Chanel) de George Kaczender

- 1981 : La Nuit de Varennes d'Ettore Scola
- 1981 : Josepha de Christopher Frank

- 1982 : Merlin ou le Cours de l'or d'Arthur Joffé - court métrage (17 min)
- 1982 : Passion de Jean-Luc Godard

- 1983 : Danton d'Andrzej Wajda
- 1983 : Rue Cases-Nègres de Euzhan Palcy
- 1983 : Le Joli Cœur de Francis Perrin
- 1983 : Fort Saganne d'Alain Corneau
- 1983 : Louisiane de Philippe de Broca

- 1984 : Les Fausses Confidences de Daniel Moosmann

- 1985 : Dangereusement vôtre (A View to a Kill) de John Glen

- 1986 : Twist again à Moscou de Jean-Marie Poiré

- 1987 : La Passion Béatrice de Bertrand Tavernier

- 1988 : Sans peur et sans reproche de Gérard Jugnot

- 1989 : Valmont de Miloš Forman

- 1992 : La Fille de l'air de Maroun Bagdadi

- 1993 : Mazzeppa de Bartabas